# 平托 (聖地亞哥-德爾埃斯特羅省)

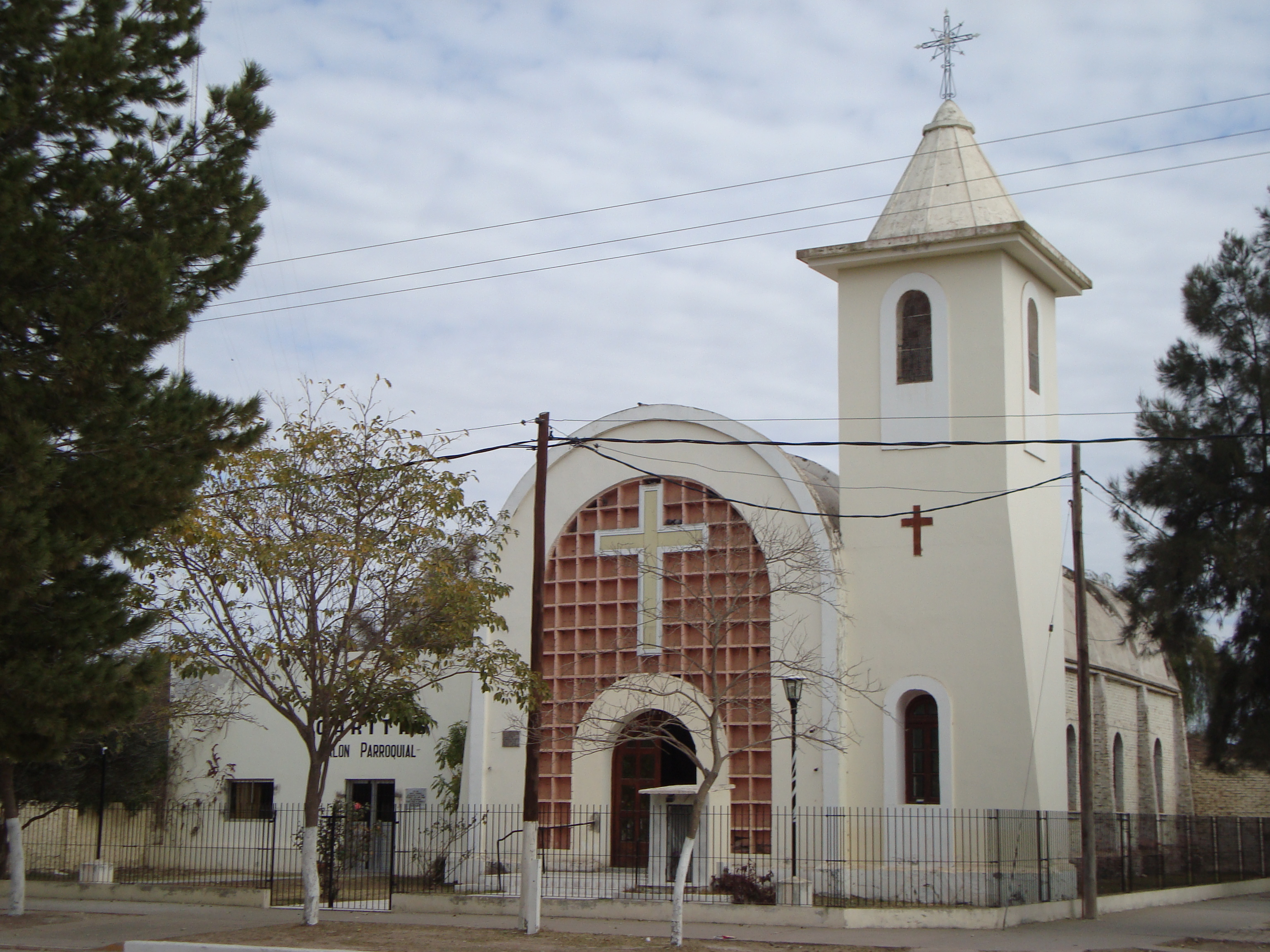
平托

平托（西班牙語：Pinto），是阿根廷的城鎮，位於該國北部聖地亞哥-德爾埃斯特羅省，是阿吉雷縣的首府，距離聖地亞哥-德爾埃斯特羅245公里，海拔高度79米，始建於1890年9月20日，2001年人口3,605。